# Plutarc de Queronea

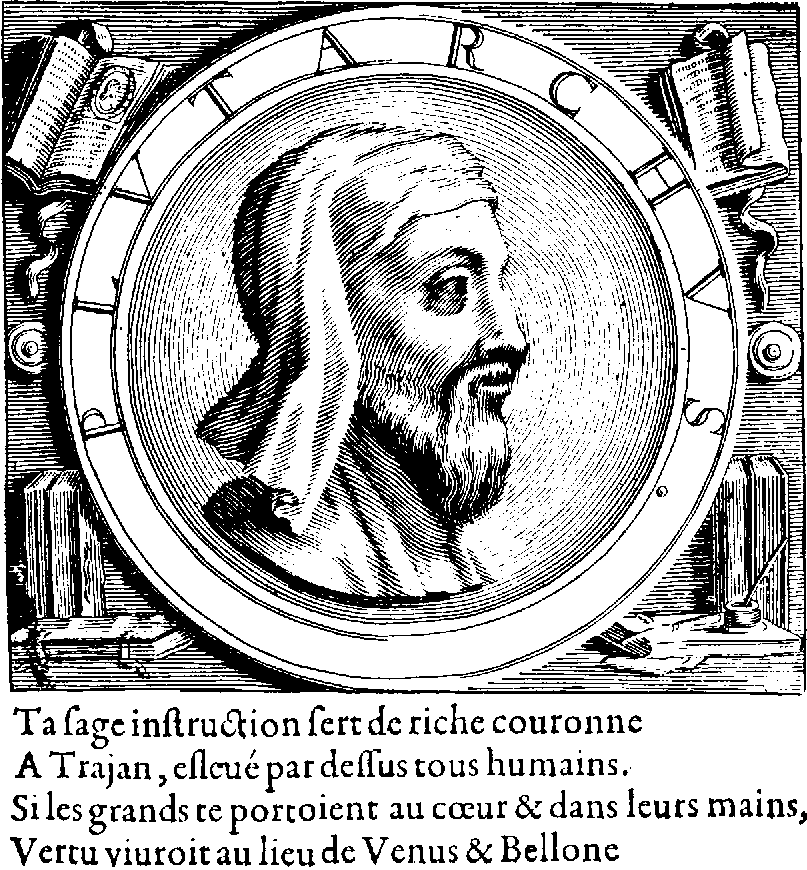
Plutarc

Plutarc de Queronea (grec antic: Πλούταρχος; c. 46 - c. 120) va ser un historiador i assagista grec que va viure en temps de la Grècia romana. És conegut sobretot per la seva col·lecció de biografies de personatges grecs i romans titulada Vides paral·leles. Va obtenir la ciutadania romana, i a partir de llavors adoptà el nom romà de Luci Mestri Plutarc (llatí: Lucius Mestrius Plutarchus).
Més moralista que filòsof i historiador, va ser un dels últims grans representants de l'hel·lenisme durant la segona sofística, quan ja tocava al final, i un dels grans de la literatura hel·lènica de tots els temps.

## Biografia
Plutarc va néixer a el si d'una família destacada a la petita ciutat de Cheronea, a uns  30 km  a l'est de Delfos, a la regió grega de Beòcia. La seva família va estar establerta durant molt de temps a la ciutat; el seu pare es deia Autòbul i el seu avi es deia Lamprias. Els seus germans, Timó i Lamprias, són esmentats amb freqüència en els seus assaigs i diàlegs, que parlen de Timó en particular en els termes més afectuosos. Plutarc va estudiar matemàtiques i filosofia a Atenes amb Ammoni des del 66 al 67 aC. a l'Acadèmia d'Atenes, ciutat per la qual sempre va sentir una gran admiració. Sembla que es va casar i que el nom de la seva muller era Timoxena, amb la qual va tenir com a mínim dos fills, Autòbul i Plutarc, però no hi ha una certesa absoluta sobre aquestes relacions.
Va assistir als jocs de Delfos on l'emperador Neró va competir i possiblement va conèixer romans destacats, inclòs el futur emperador Vespasià. En algun moment, Plutarc va rebre la ciutadania romana. El seu patrocinador va ser Luci Mestrius Florus, que era un soci del nou emperador Vespasià, com ho demostra el seu nou nom, Luci Mestrius Plutarchus. Com a ciutadà romà, Plutarc hauria estat de l'orde eqüestre, va visitar Roma un temps c. 70 dC amb Florus, que també va servir com a font històrica per a la seva Vida d'Otó. Plutarc era amic d'una sèrie de nobles romans, en particular els consulars Quint Sosius Senecio, Titus Avidius Quietus i Arulenus Rusticus, tots els quals apareixen a les seves obres.

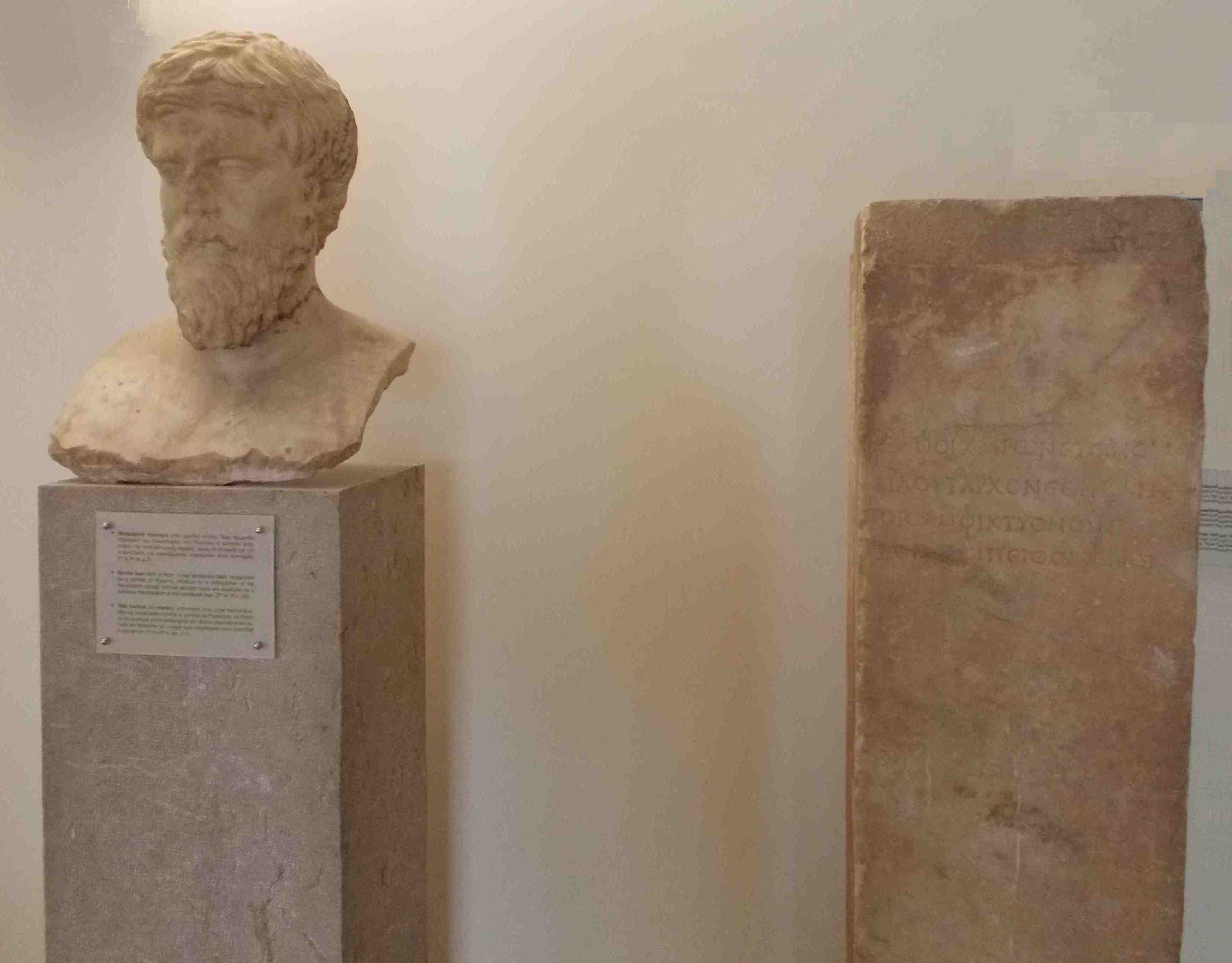
Retrat d'un filòsof i una estela hermaica al Museu Arqueològic de Delfos

Plutarc va viure la major part de la seva vida a Queronea, i es va iniciar en els misteris del déu grec Apol·lo. Probablement va participar en els misteris eleusis. Durant la seva visita a Roma, podria haver format part d'una ambaixada municipal de Delfos: al mateix temps, Vespasià va concedir a Delfos diversos drets i privilegis municipals. Algun temps cap a l'any 95 dC, Plutarc va ser nomenat com un dels dos sacerdots del santuari del temple d'Apol·lo a Delfos; el lloc havia disminuït considerablement des del període grec clàssic. Al voltant de la mateixa època dels anys 90, Delfos va experimentar un boom de la construcció, finançat per patrons grecs i possible suport imperial. Hi havia un bust retrat dedicat a Plutarc pels seus esforços per ajudar a reviure els santuaris de Delfos. El retrat d'un filòsof exposat a la sortida del Museu Arqueològic de Delfos, data del segle II; per la seva inscripció, antigament s'havia identificat amb Plutarc. L'home, tot i que amb barba, és representat a una edat relativament jove: els seus cabells i la seva barba es dibuixen en volums gruixuts i incisions fines. La mirada és profunda, per les parpelles pesades i les pupil·les incises. Una estela hermaica fragmentària al costat del retrat probablement va portar alguna vegada un retrat de Plutarc, ja que hi ha inscrit: "Els Delfos, juntament amb els queroneus, van dedicar aquesta (imatge de) Plutarc, seguint els preceptes de l'Amphictyony" ("Δελφοὶ Χαιρωνεῦσιν ὁμοῦ Πλούταρχον ἔθηκαν | τοῖς Ἀμφικτυόνων δόγμασι πειθόμενοι ").
A la seva ciutat natal va exercir de magistrat (va ser arcont de la ciutat, possiblement en més d'una ocasió) i d'ambaixador en diferents missions diplomàtiques: va realitzar viatges a Egipte i a Roma, on va exercir de professor de filosofia en temps de l'emperador Domicià. Allí va conèixer personatges influents, com l'antic cònsol Luci Mestri Florus, que el va ajudar a aconseguir la ciutadania romana i del qual va adoptar el nom; i el príncep Filopap de Commagena. No és segur que exercís de procurador d'Il·líria sota Trajà (com afirma la Suda), ni d'Acaia sota Hadrià.
A més de les seves funcions com a sacerdot del temple de Delfos, Plutarc també va ser magistrat a Cheronea i va representar la seva ciutat natal en diverses missions a països estrangers durant els seus primers anys d'adult. Plutarc va ser epimeletes (gerent) de la Lliga Amphictyonic durant almenys cinc mandats, del 107 al 127, paper en el qual va ser responsable d'organitzar els Jocs Pítics. Esmenta aquest servei a la seva obra, Si un vell hauria de dedicar-se als afers públics (17 = Moralia 792f). La Suda, una enciclopèdia grega medieval, afirma que Trajà va fer de Plutarc procurador d’Il·líria; la majoria dels historiadors ho consideren poc probable, ja que Il·líria no era una província de procuratori. Segons l'historiador dels segles VIII i IX George Syncellus, al final de la vida de Plutarc, l'emperador Adrià el va nomenar procurador nominal d’Acaia, cosa que li donava dret a portar les vestidures i els ornaments d'un cònsol.
Plutarc i la seva dona, Timoxena, van tenir almenys quatre fills i una filla, tot i que dos van morir en la infància. Encara existeix una carta, dirigida per Plutarc a la seva dona, demanant-li que no es doli massa per la mort de la seva filla de dos anys, que va rebre el nom de Timoxena en honor de la seva mare, que també esmenta la pèrdua d'un fill petit, Cheeron. Dos fills, anomenats Autoboulos i Plutarc, apareixen en diverses obres de Plutarc; A ells està dedicat el tractat de Plutarc sobre el Timeu de Plató. És probable que un tercer fill, anomenat Soklaros després del confident de Plutarc Soklaros de Tithora, va sobreviure també fins a l'edat adulta, encara que no s'esmenta a les obres posteriors de Plutarc; un Lucius Mestrius Soclarus, que comparteix el cognom llatí de Plutarc, apareix en una inscripció a Beòcia de l'època de Trajà. Tradicionalment, el catàleg supervivent de les obres de Plutarc s'atribueix a un altre fill, anomenat Lamprias en honor de l'avi de Plutarc; la majoria dels estudiosos moderns creuen que aquesta tradició és una interpolació posterior. La seva família va romandre a Grècia almenys fins al segle IV, produint una sèrie de filòsofs i autors. Apuleyo, autor de L'ase d'or, va convertir el seu protagonista fictici en descendent de Plutarc.
No se sap quin any va morir Plutarc. Gregory Crane estima que va morir c. 125, mentre que l'edició de 1911 de l'Encyclopædia Britannica estima que va morir c. 120. A partir del segle xxi, l'Encyclopædia Britannica indica que l'any de la mort de Plutarc és després del 119':.

## Obres
Plutarc va ser un escriptor prolífic, un polígraf, tal com afirma la Suda. L'anomenat Catàleg de Làmpries, obra d'un autor desconegut dels segles iii i iv dC, però atribuïda a un fill de Plutarc, recull un total de 227 títols, dels quals només se'n conserven 83, repartits en 87 llibres, i fragments d'uns altres 15. Si s'hi sumen les 18 obres conservades que no són citades al Catàleg i unes altres 15 de les quals es tenen referències, donen un total de 260 obres, 250 de les quals semblen autèntiques.

Moralia, 1531

L'obra plutarquiana es divideix en dos grans blocs: 
- Vides paral·leles: una col·lecció de biografies de personatges grecs i romans, escrites amb intenció didàctica, més que no pas històrica.
- Obres morals (Moralia): una col·lecció de tractats de temàtica diversa.

Traduccions d'obres morals de Plutarc:
- La música, pròleg, trad. i notes de Joan Silva Barris, Martorell, Adesiara, 2008.
- Els mèrits de les dones, pròleg, trad. i notes de Roser Homar, Martorell, Adesiara, 2011.
- Consells sobre política. A un governant incompetent, pròleg, trad. i notes de Montserrat Nogueras, Martorell, Adesiara, 2011.
- Sobre l'educació dels infants, notícia preliminar, trad. i notes d'Àngel Martin, en Escrits d'ètica pràctica (Moralia), vol. I, Barcelona, Alpha, col·l. Bernat Metge, 2013.
- Com el jove ha d'escoltar la poesia, notícia preliminar, trad. i notes d'Àngel Martin, en Escrits d'ètica pràctica (Moralia), vol. I, Barcelona, Alpha, col·l. Bernat Metge, 2013.
- De l'escoltar, notícia preliminar, trad. i notes d'Àngel Martin, en Escrits d'ètica pràctica (Moralia), vol. II, Barcelona, Alpha, col·l. Bernat Metge, 2019.
- Com distingir l'adulador de l'amic, notícia preliminar, trad. i notes d'Àngel Martin, en Escrits d'ètica pràctica (Moralia), vol. II, Barcelona, Alpha, col·l. Bernat Metge, 2019.
- Com treure profit dels enemics, notícia preliminar, trad. i notes d'Àngel Martin, en Escrits d'ètica pràctica (Moralia), vol. II, Barcelona, Alpha, col·l. Bernat Metge, 2019.

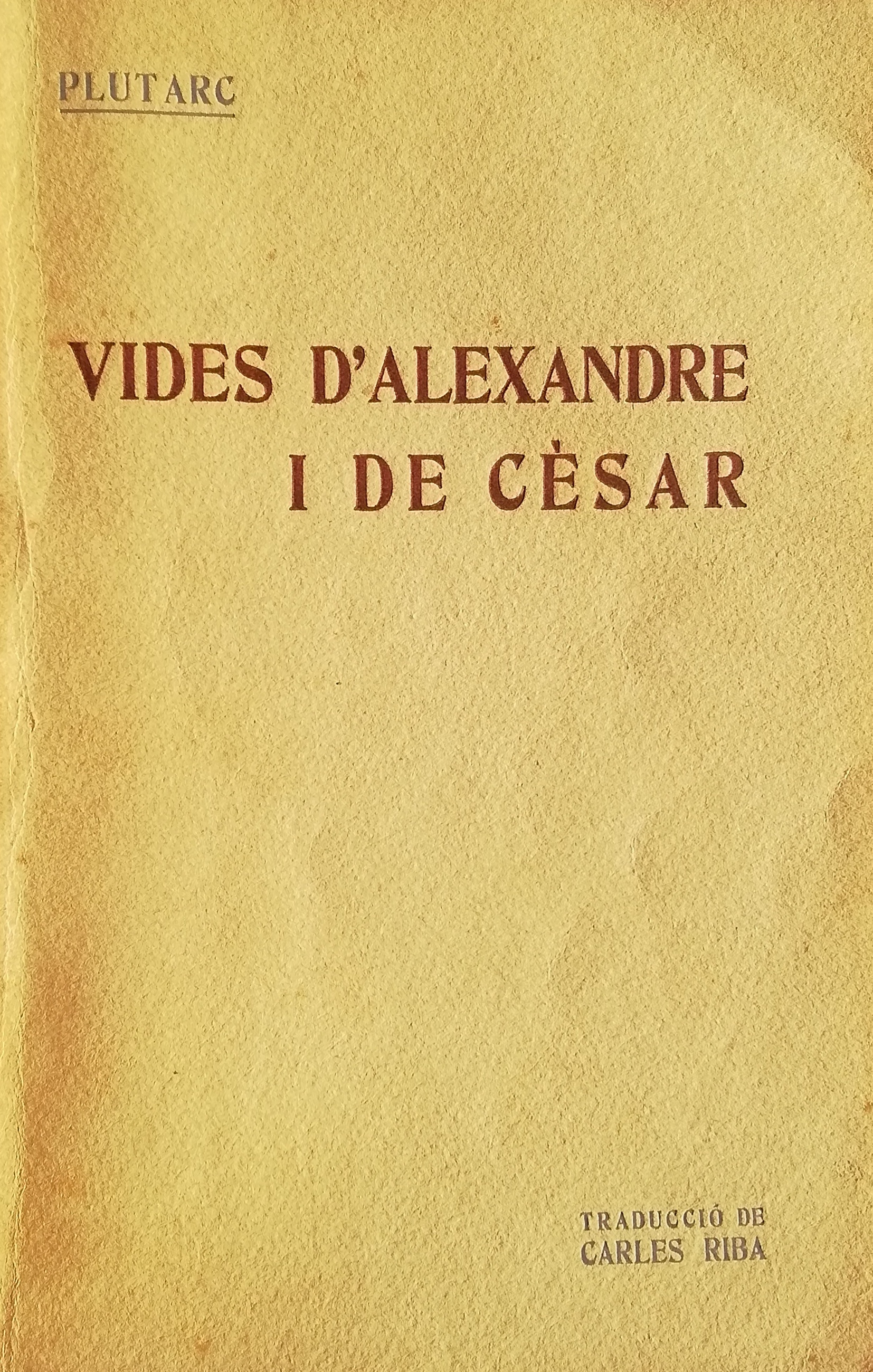
Vides d'Alexandre i de Cèsar de Plutarc, traducció catalana publicada a Barcelona l'any 1920

- Vides d'Alexandre i de Cèsar de Plutarc, traducció catalana publicada a Barcelona l'any 1920Sobre el fet de tenir molts amics, notícia preliminar, trad. i notes d'Àngel Martin, en Escrits d'ètica pràctica (Moralia), vol. II, Barcelona, Alpha, col·l. Bernat Metge, 2019.

El poeta i escriptor Carles Riba va traduir al català, en un lapse de vint anys (de 1926 a 1946), totes les vides que conformen la seva obra més important i influent, les Vides paral·leles, dins de la col·lecció de clàssics grecs i llatins Bernat Metge. Anteriorment, l'any 1920 havia publicat una traducció de les Vides d'Alexandre i de Cèsar a la col·lecció Biblioteca literària d'Editorial Catalana.
Algunes obres, antigament atribuïdes a Plutarc, després d'alguns estudis s'ha considerat que no eren seves i estan recollides sota el nom de Pseudo-Plutarc.